# Dendrobium bambusinum
Dendrobium bambusinum är en orkidéart som beskrevs av Henry Nicholas Ridley. Dendrobium bambusinum ingår i släktet Dendrobium, och familjen orkidéer. Inga underarter finns listade i Catalogue of Life.